# Faculdade de Arquitetura da Universidade de Lisboa
A Faculdade de Arquitectura da Universidade de Lisboa (FAUL) é uma unidade orgânica da Universidade de Lisboa.
Está vocacionada para o ensino da Arquitectura, arquitectura de interiores, Urbanismo, Design e Design de Moda.
É correntemente referida, no âmbito da arquitectura, como a "Escola de Lisboa".

## História
A Faculdade de Arquitectura foi criada em 1979, na Universidade Técnica de Lisboa, pelo Decreto-Lei n.º 498-E/79, de 21 de Dezembro, por transformação da secção de Arquitetura da Escola Superior de Belas-Artes de Lisboa.
Integra, desde de 2013, a atual Universidade de Lisboa, em resultado da fusão operada pelo Decreto-Lei n.º 266-E/2012, de 31 de dezembro de 2012.

## Edifício
O edifício foi desenhado pelo Professor Catedrático Doutor Augusto Artur Silva Pereira Brandão, arquitecto, formado pela Escola Superior de Belas Artes de Lisboa [carece de fontes?].

## Alumni do Departamento de Arquitetura da EBAL e ESBAL
- Alberto Pessoa
- António Augusto Nunes de Almeida
- António Maria Braga
- António Pardal Monteiro
- António Pinto Freitas
- Anselmo Fernandez Rodriguez
- Artur Rosa
- Bartolomeu Costa Cabral
- Cândido Palma de Melo
- Carlos Ramos
- Carlos Manuel Oliveira Ramos
- Cassiano Branco
- Celestino de Castro
- Cottinelli Telmo
- Duarte Cabral de Mello
- Fernando Silva
- Fernando Varanda
- Francisco Castro Rodrigues
- Francisco da Conceição Silva
- Francisco Keil do Amaral
- Francisco Silva Dias
- Frederico George
- Gonçalo Byrne
- Helena Roseta
- Hernâni Gandra
- Inácio Peres Fernandes
- João Abel Manta
- João Braula Reis
- João Correia Rebelo
- João Faria da Costa
- João Paulo Conceição
- João Simões
- João Luís Carrilho da Graça
- João Vasconcelos Esteves
- Joaquim Ferreira
- Jorge Ferreira Chaves
- Jorge Segurado
- José Frederico Bravo de Drummond Ludovice
- José Huertas Lobo
- José Manuel Castanheira
- José Rafael Botelho
- José Sommer Ribeiro
- Luís Cristino da Silva
- Luís Noronha da Costa
- Manuel Salgado
- Manuel Taínha
- Manuel Vicente
- Maurício de Vasconcelos
- Miguel Jacobetty Rosa
- Nuno Craveiro Lopes
- Nuno Teotónio Pereira
- Pedro Botelho
- Porfírio Pardal Monteiro
- Raul Chorão Ramalho
- Raul Hestnes Ferreira
- Rui Mendes Paula
- Tomás Taveira

## Alumni da Faculdade de Arquitetura da Universidade Técnica de Lisboa
- João Santa-Rita
- João Pedro Falcão de Campos
- Manuel Lima
- Paulo David
- Ricardo Bak Gordon

## Localização
Tendo funcionado, até 1994, no edifício onde hoje se encontra apenas a Faculdade de Belas-Artes da Universidade de Lisboa, no Chiado, as instalações da Faculdade situam-se, atualmente, no Polo Universitário da Ajuda.